# ド・ワート (フリゲート)
| USS De Wert FFG-45 |                                                                                           |
| 艦歴               |                                                                                           |
| 発注:              |                                                                                           |
| 起工:              | 1982年6月14日                                                                             |
| 進水:              | 1982年12月18日                                                                            |
| 就役:              | 1983年11月19日                                                                            |
| 退役:              | 2014年4月4日                                                                              |
| 除籍:              |                                                                                           |
| その後:            | 退役                                                                                      |
| 要目               |                                                                                           |
| 排水量             | 基準: 3,225 t                                                                             |
| 排水量             | 満載: 4,100 t                                                                             |
| 全長               | 453 ft (138 m)                                                                            |
| 全幅               | 45.4 ft (13.8 m)                                                                          |
| 吃水               | 24 ft (7.3 m)                                                                             |
| 機関               | COGAG方式                                                                                 |
| 機関               | LM2500-30ガスタービンエンジン (20,500hp) ×2基                                             |
| 機関               | 可変ピッチプロペラ（5翔）×1軸                                                             |
| 機関               | 非常用旋回式スラスタ（350hp）×2基                                                         |
| 最大速             | 29ノット以上                                                                              |
| 航続距離           | 4,500 海里（20ノット巡航時）                                                              |
| 乗員               | 206名（士官13名）                                                                         |
| 兵装               | Mk.75 76mm単装速射砲×1基                                                                  |
| 兵装               | Mk.38 25mm単装機銃×2基                                                                    |
| 兵装               | Mk.15 20mmCIWS×1基                                                                        |
| 兵装               | M2 12.7mm単装機銃×4基                                                                     |
| 兵装               | Mk.13 mod.4単装ミサイル発射機×1基 * SM-1MR SAM * ハープーンSSM を発射可能 ※2003年以降撤去 |
| 兵装               | Mk.32 mod.17 3連装短魚雷発射管×2基                                                        |
| 艦載機             | SH-60B LAMPSヘリコプター×2機                                                              |
| C4ISTAR            | NTDS (JTDS＋リンク 11/14)                                                                 |
| C4ISTAR            | Mk.92 FCS (SM-1MR, 76mm砲用)                                                              |
| C4ISTAR            | AN/SQQ-89 ASWCS                                                                           |
| センサ             | AN/SPS-49 対空捜索レーダー                                                                |
| センサ             | AN/SPS-55 対水上捜索レーダー                                                              |
| センサ             | AN/SQS-56 船底装備ソナー                                                                  |
| センサ             | AN/SQR-19 曳航ソナー                                                                      |
| 電子戦             | AN/SLQ-32(V)5 ESM/ECM装置                                                                 |
| 電子戦             | Mk.36 デコイ発射装置                                                                      |
| モットー:          | Daring, Dauntless, Defiant                                                                |

ド・ワート (USS De Wert, FFG-45) は、アメリカ海軍のミサイルフリゲート。オリバー・ハザード・ペリー級ミサイルフリゲートの35番艦。艦名は朝鮮戦争において第7海兵連隊に所属し、英雄的な行動で戦死後に名誉勲章を追贈されたリチャード・ド・ワート衛生兵に因む。

## 艦歴
ド・ワートはメイン州バスのバス鉄工所で1982年6月14日に起工する。1982年12月18日に進水し、1983年11月19日にダグラス・アームストロング中佐指揮下で就役した。命名はリタ・C・ケネディによる。
2006年の時点でド・ワートはフロリダ州メイポートを母港とし、ウィリアム・キャンベル艦長の指揮下第14駆逐戦隊に所属した。
2007年2月16日、2006年のバトル・エフィシェンシー・アウォードを受賞。
2011年10月11日、インド洋での対海賊作戦に従事中、イギリス海軍補助艦隊の補給艦フォート・ヴィクトリアと共にソマリア海賊に乗っ取られたイタリア船モンテクリスト（Montecristo）を救援する。
2014年4月4日に退役。